# Sapheneutis
Sapheneutis is een geslacht van vlinders van de familie zakjesdragers (Psychidae). De wetenschappelijke naam van dit geslacht is voor het eerst voorgesteld door Edward Meyrick in een publicatie uit 1907.

## Soorten
- S. camerata Meyrick, 1907
- S. certificata Meyrick, 1918
- S. galactodes Meyrick, 1915
- S. pulchella Sobczyk & Schütte, 2010
- S. terricola Meyrick, 1915
- S. thlipsias Meyrick, 1915